# 魏增八
武仙座73，又名BD+23 3100，HD 157728、SAO 85062、HR 6480，是武仙座的一颗恒星，视星等为5.74，位于銀經45.53，銀緯28.86，其B1900.0坐标为赤經17h 19m 55.4s，赤緯+23° 28.86′ 11″。